# OpenID
OpenID là một hệ thống đăng nhập một lần không có tính tập trung. Đối với những trang web có sử dụng OpenID thì người sử dụng không cần phải nhớ các thông tin về username và password cho riêng trang đó nữa. Thay vào đó họ chỉ cần đăng ký trước 1 tài khoản OpenID tại một trong những nhà cung cấp OpenID, hay thường gọi là i-broker. Do OpenID không mang tính tập trung nên bất kỳ trang web nào cũng có thể sử dụng được OpenID như là một cách đăng nhập cho người dùng.
OpenID hiện đang được ứng dụng rộng rãi trong các trang web lớn như AOL, Yahoo, Google, Facebook, Youtube... Các mã nguồn mở như NukeViet, Joomla... được hỗ trợ đăng nhập OpenID cũng cho phép người dùng dần quen với việc sử dụng openid trong các dịch vụ.
Các phần mềm khác cũng tích cực tích hợp hỗ trợ OpenID, ví dụ như OpenID có mức ưu tiên cao trong bản Firefox 3. Microsoft cũng đang tiến hành phát triển OpenID 2.0 cho bản Windows Vista của họ.